# Victor Duruy

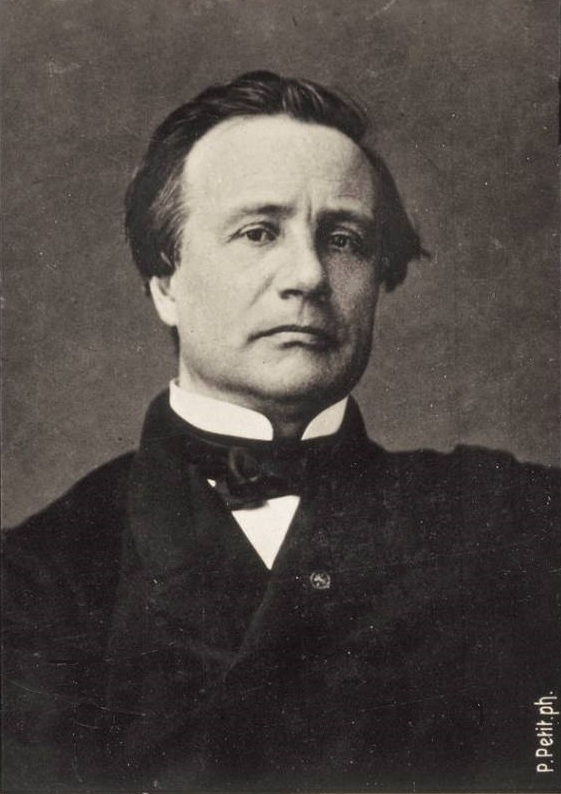
Victor Duruy

Victor Duruy (ur. 10 września 1811 w Paryżu, zm. 25 listopada 1894 tamże) – francuski historyk.
Od roku 1833 profesor, w latach 1863–1869 minister oświaty. Wprowadził naukę gimnastyki do szkół wyższych i założył państwowe szkoły żeńskie. Obok dziejów starożytnej Grecji, Rzymu, i Francji zostawił po sobie „Notes et souvenirs” (1901). Od 1884 członek Akademii Francuskiej.
Od 1867 był członkiem Królewskiej Holenderskiej Akademii Sztuk i Nauk.

## Dzieła
- Pandectes pharmaceutiques (1837)
- Cahiers de géographie historique (4 tomy, 1839-1841)
- Vie de Notre-Seigneur Jésus-Christ (1840)
- Histoire des Romains et des peuples soumis à leur domination (7 tomów, 1843-1874)
- Histoire sainte d’après la Bible (1845)
- Atlas de géographie historique universelle (1848)
- Histoire romaine depuis les temps les plus reculés jusqu'à l’invasion des barbares (1847)
- Chronologie de 'atlas historique de France (1849)
- Abrégé de l’histoire de France 1850
- L’Univers pittoresque : Italie ancienne (2 tomy, 1850-1855)
- Histoire grecque (1851)
- Abrégé des histoires ancienne, du Moyen Âge et moderne (3 tomy, 1852)
- De Tiberio imperatore. État du monde romain, vers le temps de la fondation de l’empire (1853)
- Histoire de France (2 tomy, 1854)
- Résumé d’histoire de France. Abrégé des histoires ancienne, grecque et romaine (3 tomy, 1857)
- Histoire de France du Ve siècle à 1815 (3 tomy, 1857)
- Le Gouvernement de l’Algérie (1859)
- Les Papes princes italiens (1860)
- Histoire de la Grèce ancienne : Histoire du moyen âge. Histoire des temps modernes (2 tomy, 1861)
- Causeries de voyage : de Paris à Vienne (1864)
- Introduction générale à l’histoire de France (1865)
- L’Administration de l’instruction publique en France de 1863 à 1869. Circulaires et instructions relatives à l’instruction publique (1870)
- Abrégé d’histoire universelle (1873)
- Histoire de l’Europe et particulièrement de la France, de 395 à 1789 (3 tomy, 1875)
- Histoire des Grecs (3 tomy, 1887-1889)
- Histoire de France (1892)